# مسیه ۶۱
مسیه ۶۱(به انگلیسی: Messier 61) (یا M61 و NGC 4303) یک کهکشان مارپیچی میله ای در خوشه دوشیزه است؛ و توسط بارنابا اریانی و در ۵ مه، ۱۷۷۹ کشف شد.
مسیه ۶۱ یکی از اعضای بزرگ خوشه دوشیزه است.
هفت ابرنواختر از این کهکشان ثبت شده‌اند که در اولین آن‌ها در سال ۱۹۶۱ و آخرین آنها در سال ۲۰۱۴ ثبت شده‌اند.

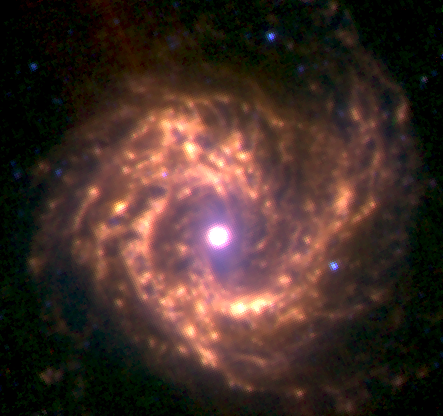
تصویر مسیه ۶۱ گرفته شده توسط تلسکوپ فضایی اسپیتزر و در نور مادون قرمز